# Open Software Foundation
De Open Software Foundation (OSF) was een consortium dat in 1988 werd opgericht door Apollo Computer, Groupe Bull, Digital Equipment Corporation, Hewlett-Packard, IBM, Nixdorf Computer en Siemens AG om nieuwe open industriestandaarden voor Unix-besturingssystemen te ontwikkelen. Philips en Hitachi sloten zich later aan. In 1996 fuseerde de OSF met X/Open en vormde de Open Group.

## Geschiedenis
Begin 1988 maakte AT&T bekend dat het een aanzienlijk aandeel in Sun Microsystems zou verwerven. Sun op zijn beurt kondigde aan dat zijn volgende besturingssysteem geen verdere uitbreiding zou worden van SunOS, dat gebaseerd was op Berkeley Unix, maar dat het afgeleid zou zijn van System V Release 4 (SVR4) van AT&T.
De strategische samenwerking tussen AT&T en Sun zorgde voor ongerustheid bij andere Unix-leveranciers en hun klanten, omdat ze vreesden om buitengesloten te worden van het Unix-standaardisatieproces. In januari 1888 kwamen een aantal Unix-leveranciers samen op uitnodiging van DEC, de zogenaamde "Hamilton Goup" omdat de bijeenkomst plaats vond in de kantoren van DEC aan Palo Hamilton Avenue. Deze bijeenkomst lag aan de basis van de oprichting van de OSF, een organisatie om een gezamenlijke Unix-standaard te ontwikkelen. Als tegenreactie op de OSF richtte AT&T later dat jaar Unix International (UI) op, een organisatie om SVR4 te promoten. Beide organisaties telden een tweehonderdtal leden. De strijd tussen de concurrerende versies van Unix werd bekend als de Unixoorlogen.
Het hoofdkantoor van de OSF bevond zich in Cambridge (Massachusetts) in de buurt van het MIT. De organisatie kreeg aanzienlijke financiering van zijn sponsors, een breed mandaad en substantiële onafhankelijkheid. Een van de zeven principes van OSF was het afkondigen van een "open proces", waarbij medewerkers van OSF Request for Proposals zouden opstellen voor de te selecteren brontechnologieën, in een leveranciersneutraal proces. De geselecteerde technologie zou door de OSF publiek beschikbaar gemaakt worden. Het lidmaatschap van de organisatie gaf de aangesloten bedrijven een stem in het proces. De OSF bracht uiteindelijk drie producten voort: de OSF Machkernel, het OSF/1 Unix-besturingssysteem en de OSF/Motif grafische gebruikersinterface.
In 1991 begon de economie te verslechteren: Bull, DEC, IBM en de computerdivisie van Siemens leden verliezen en AT&T verkocht zijn aandeel in Sun. Tegen eind 1992 leek de strijd gestreden: er was geen sprake meer van dat OSF/1 geen intellectueel eigendom van AT&T zou bevatten en Sun had Motif overgenomen. Tegen het einde van 1993 was UNIX International failliet gegaan en had OSF een aantal van zijn eerder aangekondigde producten geschrapt. De financiering voor OSF droogde op en DEC was uiteindelijk de enige grote Unix-leverancier die OSF/1 uitbracht onder de naam Digital UNIX. Andere Unix-leveranciers gebruikten onderdelen van OSF/1 in hun eigen besturingssysteem.
In de daaropvolgende jaren zou het duidelijk worden dat de grootste bedreiging voor leveranciers van UNIX-systemen niet zozeer meer van elkaar kwam, maar wel van de toenemende aanwezigheid van Microsoft in de bedrijfswereld.

## Producten

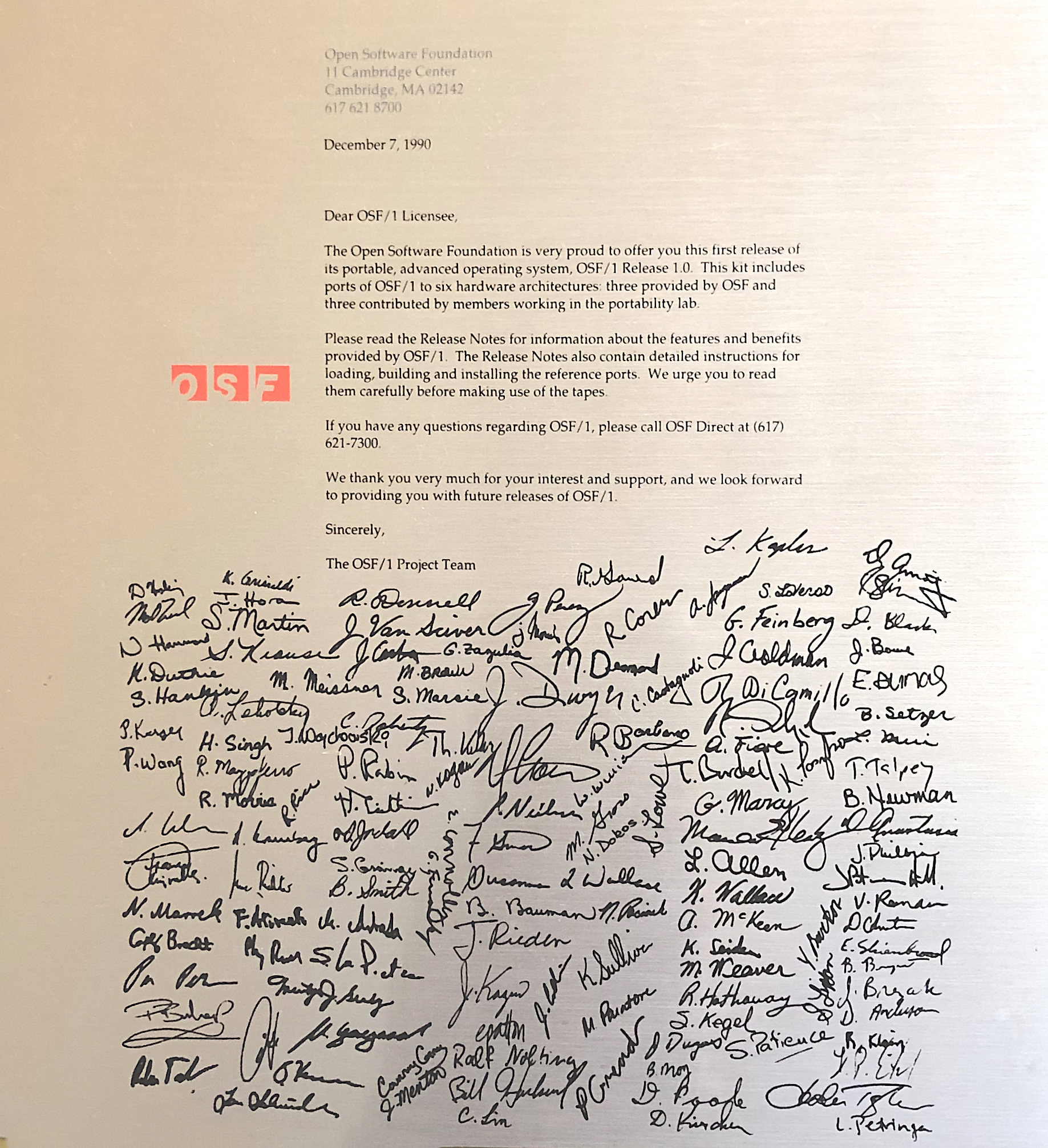
Open Software Foundation OSF/1 Release 1.0 (7 december 1990)

De Open Software Foundation Mach Kernel (OSFMK) standaardiseerde de verdere ontwikkeling van de Machkernel vanaf versie 3, nadat voorheen incompatibele extensies waren ontstaan in verschillende besturingssysteemprojecten.
In december 1990 werd OSF/1 (later Digital UNIX en daarna Tru64 UNIX) uitgebracht, een Unix-besturingssysteem gebaseerd op OSFMK dat compatibel was met UNIX System V en de basis vormde voor de ontwikkeling van andere besturingssystemen zoals GNU/Hurd en Darwin OS.
Met OSF/Motif creëerde OSF een grafische gebruikersinterface die bepaalt hoe een applicatie eruit moet zien en zich moet gedragen, inclusief de plaatsing van titelbalken, menu's, knoppen en dergelijke. Motif legde de basis voor de Common Desktop Environment (CDE) van de Open Group, die op zijn beurt Xfce en KDE inspireerde.